# Conrad Engelhardt
Helvig Conrad Christian Engelhardt, född den 20 september 1825 i Köpenhamn, död den 11 november 1881, var en dansk arkeolog.
Engelhardt blev adjunkt vid skolan i Flensborg 1851. Som föreståndare för dess fornsakssamling blev Engelhardt ledare för undersökningarna av de stora mossfynden i Slesvig från folkvandringstiden i Thorsbjerg och Nydam. Fornsaksmaterialet härifrån förde Engelhardt vid utbrottet av dansk-tyska kriget 1864 till Danmark, men Preussen framtvingade dess återlämnande till Flensborg. Engelhardt blev sedan medhjälpare vid Museet för Oldnordiska Fornsager och ledde utgrävningarna av mossfynden på Fyn (Kragehul, Vimose). Enghelhardt publikationer över mossfynden i Thorsbjerg 1863, Nydam 1865, Kragehul 1867 och Vimose 1869 var av stor betydelse. Engelhardt blev 1879 filosofie hedersdoktor vid Köpenhamns universitet.

## Utmärkelser
- Förtjänstmedaljen i guld,  1858[2]
- Riddare av Dannebrogorden,  1862[2]
- Dannebrogsmännens hederstecken,  1876[2]

[Redigera Wikidata]